# Seve van Ass
Seve van Ass né le 10 avril 1992 à Rotterdam, est un joueur de hockey sur gazon néerlandais. Il évolue au poste d'attaquant ou de milieu de terrain au HGC et avec l'équipe néerlandaise de hockey sur gazon.
Il est le fils de Paul van Ass, l'actuel entraîneur néerlandais de hockey sur gazon. Il a participé aux Jeux olympiques d'été de 2016.

## Carrière

### Coupe du monde
- : 2014, 2018

### Championnat d'Europe
- : 2015, 2017, 2021
- : 2019

### Jeux olympiques
Top 8 : 2016, 2020